# Sgùrr Alasdair
Sgùrr Alasdair är ett berg i Storbritannien.   Det ligger i kommunen Highland och riksdelen Skottland, i den nordvästra delen av landet, 700 km nordväst om huvudstaden London. Toppen på Sgùrr Alasdair är 992 meter över havet. Sgùrr Alasdair ligger på ön Skye. Det ingår i Cuillin Hills.
Terrängen runt Sgùrr Alasdair är huvudsakligen kuperad, men söderut är den platt. Havet är nära Sgùrr Alasdair åt sydost. Sgùrr Alasdair är den högsta punkten i trakten. 